# オースティン・マホーン
オースティン・マホーン（Austin Mahone, 1996年4月4日 - ）は、アメリカ合衆国の歌手、モデル。身長180cm。Chase、ヤング・マネー・エンターテインメント、キャッシュ・マネー・レコード、リパブリック・レコード所属。
YouTube Celebrityと呼ばれるYouTubeへの動画投稿によって生まれた有名人のひとり。日本では楽曲「ダーティ・ワーク」がブルゾンちえみのネタに使用されたことで広く知られた。2020年からはOnlyFansでの活動も開始している。

## 経歴
テキサス州サンアントニオ出身。彼が1歳半の時、父親が亡くなり、母ミシェル。イングランド、フランス、ドイツ、チェコの血を引く。Lady Bird Johnson High Schoolへ進学。
2010年6月、14歳の時に友人のアレックスとYouTubeに初めての動画をアップする。彼と音楽の出会いは6歳のとき。地元テキサス州ラ・ヴァーニアの楽器店をぶらぶらしていた折、ドラムセットにすっかり心を奪われ、母親におねだりした。そして幸運なことに、その年のクリスマスにはドラムがクリスマスツリーの下に置かれることとなった。YouTubeにビデオを投稿していたことで、学校全体から笑いものにされるなどの試練も経験する。オースティンは「もしいじめに遭っているなら、友達と一緒に過ごして気を紛らわすんだ。そして、友達に話を聞いてもらって、一緒に乗り越えてもらうんだよ。だって、それが友達のやることだろ?」といじめに負けないためのアドバイスをしている。
2011年1月に初のミュージック・ビデオを投稿。11月にはジャスティン・ビーバーの「Mistletoe」のカバーをアップする。
2012年8月28日にチェイス/ユニバーサル・リパクリック・レコードと契約。初のプロモーション・シングル「11:11」はビルボード トップ・ヒートシーカーズで19位を記録。発売当日にはイリノイ州オーロラのパラマウント・シアターで初ライブを行った。2012年6月5日に発売された「Say Somethin」はビルボード ポップソングチャート34位。同年5月にQ102 Springle Ballミュージックコンサートで、その後すぐにシカゴのB96 SummerBash、 6月にはニューヨークでライブを行う。ウォール・ストリート・ジャーナルでは「第2のジャスティン・ビーバー有力候補」に挙げられ、リル・ウェインのプロデュースするファッションブランド「トラックフィット」(TRUKFIT)のTeen Ambassador（10代のための宣伝大使）に任命される。
「2013 MTV Video Music Awards」ではアリアナ・グランデとともにプレショーのパフォーマーに選ばれ、特別バージョンのダンスで「What About Love」を披露。最優秀新人賞にあたる「Artist to Watch」を獲得する。同年にはマクドナルドのCMに出演、おいしそうなハンバーガーにつられて思わず歌詞を間違えてしまう茶目っ気たっぷりな姿をみせた。
更にデビューして間もないにもかかわらず、テイラー・スウィフトの「レッド・ツアー」、ブリジット・メンドラーのサマーツアーのオープニングアクトに抜擢された。
2014年1月に日本ツアー、2月から3月にかけて全米ツアー「MTV Artist to Watch Tour」を行う。全米ツアーはもともと前年の予定でチケットも完売していたが、本人の急病のために延期されていた。その結果ツアーの順序がアメリカ→日本から、日本→アメリカに逆転した。第27回キッズ・チョイス・アワードにて同世代のアーティスト、コーディー・シンプソンとともに恒例のイベント、緑のスライムを大量に浴びせられる。
5月27日に世界デビュー盤のアルバム「The Secret」をリリース。出身のアメリカでは5位を記録する。6月にはイギリス・フランス・ドイツなどで公演、スペインのテレビ番組にも出演する。フランスの空港では興奮したファンから手荒い洗礼を受けマホーミーズを心配させたが、「#TheSecretUK」「#AustinMahoneEH」がツイッターの世界中のトレンド入りするなど、ヨーロッパでの人気上昇を印象づけた。7月 - 11月、アメリカ・カナダ・メキシコ・ブラジル・プエルトリコなどを巡る南北アメリカ大陸ツアーを行う。客演はイギリス出身のバンドThe Vamps、カナダ出身のショーン・メンデス、女性グループのフィフス・ハーモニー。
2015年4月4日、19歳のバースデーには「#HappyBirthdayAustinMahone」が世界中のツイッターでトレンド入りする。誕生日のパーティーではフーリッシュフォーなどと共に、以前共演した歌手のベッキー G(Becky G)も招かれていたが、数日後2人が空港でキスを交わしているところを激写される。更に彼女の曲「Lovin' So Hard」のMVに恋人役で出演するなどしたが、その後、お互いの芸能活動を優先させるために破局。7月にシングル「ダーティ・ワーク」をリリース。9月、ジェイソン・デルーロのオーストラリアツアーでT.I.　Pia Miaと共にゲストアクトを行う。12月にミックステープ「This Is Not the Album」を無料ダウンロードでリリース。
2016年5月には米百貨店メイシーズのアメリカンアイコンズキャンペーンの一人にアダム・ランバートとともに選ばれる。
2017年1月と2月、有名ファッションブランド、ドルチェ&ガッバーナの秋冬コレクションでライブパフォーマンス。
2018年5月、「Oxygen」をリリース。
2019年、エレクトラ・レコードへ移籍する。チャーリー・プースプロデュースの「Why Don't We」をリリース。

### OnlyFansへの参入
2020年、成人向けサブスクリプションサービスOnlyFansに参加することを発表。OnlyFansではヌードを含む全年齢層対象の一般のSNSでは公開できない非常にきわどいセクシャルな写真やビデオをオースティンのページをフォローしている有料会員だけに公開している。

## 人物
ドラムは独学で覚え、他にもギターやピアノを弾くことができる。色々なジャンルの音楽に影響を受け、そのなかにはカントリー歌手のジョージ・ストレイトも含まれている。オープニングアクトを務めたテイラー・スウィフトやフロー・ライダー、マライア・キャリーのファンである。「コラボレーションしたいアーティストは？」との質問にはドレイク、ジャスティン・ティンバーレイク、クリス・ブラウンと答えている。
ファンはマホーミーズ(Mahomies)と呼称される。これは「Mahone」と「homies」（友達、仲間）を掛けあわせた造語である。親友であるアレックス・コンスタンシオ(Alex Constancio)、ロバート・ビラヌエバ(Robert Villanueva)、ザック・ドーシー(Zach Dorsey)の4人で「Foolish four」（フーリッシュフォー）を結成。彼らの姿は初PVである「Say Somethin」や「Banga Banga」、「Mmm Yeah」（リリックビデオ）、CMではペプシの飲料のアクアフィーナ (Aquafina) 「Flavorsplash」で確認できる。
18歳の誕生日直前、憧れの先輩ジャスティン・ビーバーと夜のバスケットボールを楽しむ姿が目撃され、ふたりがコラボレーションソングをレコーディングしたとの報道も。

## 日本との関わり
来日時などにはツイッターで日本語のツイートを試みる。「私の方法で日本イム ！あなたを待つことができない！」「日本へ行く途中でよ！」「日本のイムここで！」「生まれハスラー」「私は今日日本に飛ぶ!私はすぐに見て待つことができません。」などと独特な言葉づかいを用いている。
訪れた国で特にお気に入りな国に日本を挙げている。理由は「（母国の）アメリカと全然違っているから」。
2013年6月1日、東京・赤坂BLITZで初来日イベント「マホミ デラックス」を開催。8月7日には「お台場合衆国2013 めざましライブ」に参加。初来日、2度目の来日にも日枝神社を参拝し「日本のみんなが元気でいられますようにと祈った」とインタビューで答えている。
「Loving You Is Easy」がフジテレビ「めざにゅ〜」のテーマソング（4月 - 9月）に採用される。
日本で購入したキックボード付きキャリーバッグを操り、最後には失敗してしまう動画を自らのインスタグラムにアップする。　そのコミカルな姿が注目を集め、ペガサスバージョン・恐竜バージョンなど様々なフォトモンタージュが作られた。
5月29日、日本独自の企画盤「オースティン・マホーン 日本デビューEP」と「DVD付デラックス・エディション」を同時発売。
2014年1月5日に日本公式ファンクラブMAHOMIE HIGH JAPANの設立イベントに出席予定だったが、アメリカ東海岸の天候不良でフライトが欠航になり、到着が間に合わず不参加となってしまった。この際、落ち込んだ写真をアップしファンに励まされた。ファンクラブイベントにはビデオコメントで参加し、次回の参加を誓った。
初のライブツアーを1月6、7日の東京、名古屋（8日）、大阪（10日）で開催。東京では追加公演も行われた。
「Napoli's PIZZA &CAFFE」でオースティン考案の「スマイルピッツァ」（1000円）を1月10日 - 31日に世界独占限定発売。 彼の大好物がピザということでコラボが実現。「スマイル」をテーマに、ミートボールの目とペパロニサラミの口が印象的なユニークなピザを自ら実演、完成させた。ちなみにピザを制作したナポリス自由が丘には前年にも訪問しており、壁にサインを残している。
4月19日、ツイッターで日本のマホーミーズに向けて「 I love japan!!!」と返信。それに続く日の丸のアイコンまでは良かったが、なぜかイタリア国旗も打ち込んだことから故意かミスかの憶測を呼ぶ。その直後に「イタリアも（愛してる）」とツイートをしている。
世界デビュー盤『ザ・シークレット/The Secret』日本盤を6月18日に発売。日本盤だけのボーナス・トラックとして「What About Love」「U」「Mmm Yeah」の3曲を収録した通常版と、日本滞在中の舞台裏や、ライブ、ミュージックビデオ、リリックビデオなどを収録したDVD付のデラックス盤をリリースする。
2015年7月18、19日、SEKAI NO OWARIのライブ「Twilight City」のゲストアクトとして来日。到着した成田空港で出待ちのファンとともにテレビ番組「YOUは何しに日本へ」の取材を受け、8月24日放送の回で放映される。
2016年4月、幕張メッセ、神戸ワールド記念ホールでの音楽フェスのため来日。記念すべき二十歳の誕生日（4月4日）を日本で迎える（その日のうちに次の公演地フィリピンに向かうため離日）。

### 「ダーティー・ワーク」と日本における本格的なブレイク
2017年1月ごろから彼の歌う「Dirty Work」がお笑いタレントブルゾンちえみのネタの使用曲となる。それを通じて知名度がアップし、「Dirty Work」のiTunesランキング（日本版）も11位に急上昇した。オースティンは公式twitter上で、感謝のツイートを送っている。ブルゾンサイドもリプライを興奮気味にブログで報告。ミュージック・フェス、ポップスプリングのため、3月24日に来日。25日・26日に出演。自らのインスタグラムに日本のロックバンド、ONE OK ROCKのメンバーと一緒の画像をアップする。また、2017年4月23日付の日テレ系バラエティ番組「行列のできる法律相談所」において、サプライズという形でブルゾンちえみ本人との共演を果たした。ジャパン・ツアーのために7月16日に同年二度目の来日。東京（18日）、名古屋（19日）、大阪（20日）にて公演。その後ミュージックステーションで「Dirty Work」MステVersionをブルゾンちえみと共にパフォーマンス。タワーレコード渋谷店でダーティ・ワーク（+リミックス）」発売記念イベントなどをこなす。この年はNHK「うたコン」TBS「CDTV」「CDTVスペシャル！ハロウィン音楽祭2017」「ベストアーティスト2017」など多数のテレビ番組に出演。CMソングとしてブルゾン出演のNTTドコモ、アサヒ飲料 ワンダ 金の微糖に「Dirty Work」。ローラ出演のネイチャーラボ「モイストダイアン パーフェクトビューティー」に「Perfect Beauty」が採用される（「Perfect Beauty」はCMのための書き下ろし）。「Dirty Work」は2017年11月までに、日本国内で音楽配信の売上が35万ダウンロード以上、主要音楽ストリーミングサービスで2000万回の再生を達成している。12月31日大晦日の第68回NHK紅白歌合戦の「紅白 HALFTIME SHOW」にて ブルゾンちえみ with Bとともにパフォーマンス。
2018年1月2日、しゃべくり007新春スペシャルにゲスト出演。加藤一二三に歌唱アドバイスとダンスレッスン、新川優愛とライトなセクシーさを連想させる動作で大爆笑をゲット。バラエティーセンスも披露する。その他PON!、バズリズム02などにも出演する。新曲「So Good」が日本でiTunes PopチャートやLINE Musicデイリー・チャートの1位を獲得するなどヒット。「AUSTIN MAHONE JAPAN TOUR 2018」を東京、大阪、名古屋、福岡の４都市で開催。初開催となった福岡公演ではステージに立ったオースティンが「好いとうよ、福岡！」と博多弁で挨拶をすると、観客からは大歓声が沸き起こった。
2019年2月、広告モデルを務める「サマンサタバサ」主催の「25周年キック・オフ プレ発表会」出演、およびニューシングル「Why Don’t We」のプロモーションのために来日。5月にも再来日。10月11日にZepp Osaka Bayside　14日と15日（追加公演）には横浜アリーナでのライブを行う。なお、追加公演には、スペシャルゲストとしてTravis Japan（当時ジャニーズJr.）が参加している。ジャニーズタレントしては、海外アーティストとの共演は初めてである。

## 不祥事
2023年3月22日、米国証券取引委員会はオースティンを含む何人かの有名人に対して仮想通貨を違法に宣伝したとして告訴の手続きをはじめた。SECの訴状によるとオースティンは「$TRXが50セントに達し、$BTTが1セントに達したら僕はジャスティン・サンの顔のタトゥーを入れるよ」とツイートし、その報酬にビットコインで2万ドルを受け取った。所謂アンダーカバー・マーケティングの一種と考えられる。

## ディスコグラフィ

### 日本独自盤
ミニ・アルバム
| アルバム名                               | 情報                                                                            | 最高順位 |
| アルバム名                               | 情報                                                                            | 日本     |
| ---------------------------------------- | ------------------------------------------------------------------------------- | -------- |
| "オースティン・マホーン 日本デビューEP " | - 発売日: 2013年5月29日 - レーベル: ユニバーサル・インターナショナル - 規格: CD | 17       |

収録曲
Disc1
1. セイ・ユア・ジャスト・ア・フレンド feat.フロー・ライダー
2. セイ・サムシン
3. ラヴィング・ユー・イズ・イージー（2013年フジテレビ「めざにゅ〜」テーマソング）
4. 11:11
5. ハート・イン・マイ・ハンド （ピアノ・ヴァージョン）
6. セイ・ユア・ジャスト・ア・フレンド （ピアノ・ヴァージョン）
7. セイ・サムシン （カラオケ・ヴァージョン）

Disc2 ※デラックス・エディションのみ
1. セイ・ユア・ジャスト・ア・フレンド feat.フロー・ライダー 【ミュージック・ビデオ】
2. セイ・サムシン 【ミュージック・ビデオ】
3. ハート・イン・マイ・ハンド 【ミュージック・ビデオ】
4. セイ・ユア・ジャスト・ア・フレンド 【日本のマホーミーズ参加リリック・ビデオ】
5. オースティン・マホーンから日本のマホーミーズへのメッセージ

マキシシングル
| タイトル                            | 情報                                                                            | 最高順位 |
| タイトル                            | 情報                                                                            | 日本     |
| ----------------------------------- | ------------------------------------------------------------------------------- | -------- |
| "ダーティ・ワーク （+リミックス） " | - 発売日: 2017年7月19日 - レーベル: ユニバーサル・インターナショナル - 規格: CD | 23       |

収録曲
1. ダーティ・ワーク/ Dirty Work
2. ダーティ・ワーク（盆ダンス・リミックス）/ Dirty Work (Bon Dance remix) remixed by *Groovy workshop.
3. ダーティ・ワーク（EDMリミックス）/ Dirty Work (EDM remix) remixed by *Groovy workshop.
4. ダーティ・ワーク（カラオケ）/ Dirty Work (Instrumental)

### スタジオ・アルバム
| タイトル      | 年                                | チャート最高順位 | チャート最高順位 | チャート最高順位 | チャート最高順位 | チャート最高順位 | チャート最高順位 | チャート最高順位 | チャート最高順位 | チャート最高順位 |
| タイトル      | 年                                | 米               | ベルギー (Fl)    | 加               | デンマーク       | 伊               | 日本             | 蘭               | ノルウェー       | スペイン         |
| ------------- | --------------------------------- | ---------------- | ---------------- | ---------------- | ---------------- | ---------------- | ---------------- | ---------------- | ---------------- | ---------------- |
| "The Secret " | 2014年5月27日 （日本盤は6月18日） | 5                | 60               | 11               | 18               | 12               | 49               | 42               | 11               | 27               |

収録曲
1. Till I Find You
2. Next To You
3. Mmm Yeah (featuring Pitbull)
4. Secret
5. Can't Fight This Love
6. All I Ever Need
7. The One I've Waited For (Bonus Track)
8. Shadow (Acoustic Track) (Bonus Track)

日本盤のみ収録
9.　 ホワット・アバウト・ラヴ/ What About Love
10.　U 
11.　Mmm イェー feat. ピットブル(ジャンプスモーカーズ・リミックス)/ Mmm Yeah (feat. Pitbull) Jumpsmokers remix

ザ・シークレット デラックス・エディション[+DVD] の収録映像
1. Mmm イェー feat. ピットブル [ミュージック・ビデオ]/ Mmm Yeah feat. Pitbull [MUSIC VIDEO]
2. ホワット・アバウト・ラヴ [ミュージック・ビデオ]/ What About Love [MUSIC VIDEO]
3. Mmm イェー feat. ピットブル [リリック・ビデオ]/ Mmm Yeah feat. Pitbull [LYRIC VIDEO]
4. Mmm イェー feat. ピットブル [ライヴ]/ Mmm Yeah feat. Pitbull [LIVE]
5. ホワット・アバウト・ラヴ [ライヴ]/ What About Love [LIVE]
6. ビハインド・ザ・シーンズ・イン・ジャパン/BEHIND THE SCENES IN JAPAN

| アルバム名                        | 情報                                                                             | 最高順位 |
| アルバム名                        | 情報                                                                             | 日本     |
| --------------------------------- | -------------------------------------------------------------------------------- | -------- |
| "ダーティ・ワーク－ザ・アルバム " | - 発売日: 2017年10月18日 - レーベル: ユニバーサル・インターナショナル - 規格: CD | 34       |

収録曲
Disc1
1. ダーティ・ワーク/ Dirty Work
2. アイ・ドント・ビリーヴ・ユー/ I Don’t Believe You
3. パーフェクト・ビューティー feat. ボビー・ビスケイン/ Perfect Beauty Ft. Bobby Biscayne
4. ファウンド・ユー/ Found You
5. ラヴ・アット・ナイト feat. ジューシー・J/ Love at Night ft. Juicy J
6. プリティ＆ヤング/ Pretty and Young
7. レイディ feat. ピットブル/ Lady ft. Pitbull
8. ベター・ウィズ・ユー/ Better with You
9. ダブル・アップ/ Double Up
10. ウェイト・アラウンド/ Wait Around
11. エクセプト・フォー・アス/ Except for Us
12. シェイク・イット・フォー・ミー feat. 2チェインズ/ Shake It for Me ft. 2 Chainz
13. クリーチャーズ・オブ・ザ・ナイト（ハードウェル＆オースティン・マホーン）/ Creature of The Night (Hardwell & Austin Mahone)
14. ダーティ・ワーク（スキット・リミックス）/ Dirty Work (Skit Remix)

Disc2 ※DVD　デラックス・エディションのみ
1. ダーティ・ワーク（ミュージック・ビデオ） / Dirty Work Music Video
2. レイディ（ミュージック・ビデオ） / Lady ft. Pitbull Music Video
3. ベター・ウィズ・ユー（ミュージック・ビデオ） / Better With You Music Video
4. ダーティ・ワーク（ライヴ・フロム・POPSPRING 2017） / Dirty Work (Live From POPSPRING 2017)
5. 日本のファンへのメッセージ / Message To Japanese Fans From Austin Mahone

### ミックステープ
| タイトル              | 情報                                                                                  |
| --------------------- | ------------------------------------------------------------------------------------- |
| This Is Not the Album | - 発売日: 2015年12月17日 - レーベル: セルフリリース - 規格: デジタルダウンロード      |
| For Me + You          | - 2016年12月30日リリース - レーベル:BMG Rights Management - 規格:デジタルダウンロード |

収録曲[This Is Not The Album]
1. Put It On Me
2. Same Girl
3. Brand New
4. Do It Right(feat.Rob Villa)
5. Rollin
6. On Your Way
7. Caught Up
8. Something So Real
9. Love You Anyways
10. Red Lights Remix
11. What It Do
12. Deep End
13. Hate To Let You Go
14. Apology
15. Who's Gonna Love You Now
16. Hold It Against Me
17. If I Ain't Got You
18. Not For
19. Dirty Work Remix

### シングル
| タイトル                                        | 年   | チャート最高順位 | チャート最高順位 | チャート最高順位 | チャート最高順位 | チャート最高順位 | チャート最高順位 | チャート最高順位 | チャート最高順位 | チャート最高順位 | チャート最高順位 | アルバム       |
| タイトル                                        | 年   | 米               | 豪               | オーストリア     | ベルギー         | 加               | 仏               | アイルランド     | 蘭               | スイス           | 英               | アルバム       |
| ----------------------------------------------- | ---- | ---------------- | ---------------- | ---------------- | ---------------- | ---------------- | ---------------- | ---------------- | ---------------- | ---------------- | ---------------- | -------------- |
| "Say Somethin"                                  | 2012 | —                | —                | —                | —                | —                | —                | —                | —                | —                | —                | 日本デビューEP |
| "Say You're Just a Friend" (featuring Flo Rida) | 2012 | —                | —                | —                | 52               | —                | —                | —                | —                | —                | —                | 日本デビューEP |
| "What About Love"                               | 2013 | 66               | —                | —                | 57               | 67               | 117              | 71               | 44               | —                | 83               |                |
| "Banga Banga"                                   | 2013 | —                | —                | —                | —                | —                | —                | —                | —                | —                | —                |                |
| "Mmm Yeah" (featuring Pitbull)                  | 2014 | 49               | 32               | 57               | 78               | 36               | —                | 80               | 48               | 62               | 34               | The Secret     |
| "U"                                             | 2014 | —                | —                | —                | —                | —                | —                | —                | —                | —                | —                | The Secret     |
| "Dirty Work"                                    | 2015 | —                | —                | —                | —                | —                | —                | —                | —                | —                | —                |                |
| "Send It" (featuring Rich Homie Quan)           | 2016 | —                | —                | —                | —                | —                | —                | —                | —                | —                | —                |                |
| "Way Up"                                        | 2016 | —                | —                | —                | —                | —                | —                | —                | —                | —                | —                |                |

### Featured singles
| タイトル                                      | 年   | 最高順位 | アルバム                   |
| タイトル                                      | 年   | 米       | アルバム                   |
| --------------------------------------------- | ---- | -------- | -------------------------- |
| "Magik 2.0" (Becky G featuring Austin Mahone) | 2013 | —        | スマーフ2 サウンドトラック |
| "My Section" (TOMORO, Austin Mahone)          | 2022 | —        | —                          |

### プロモーションシングル
| タイトル                                        | 年   | 最高順位 | アルバム                              |
| タイトル                                        | 年   | 米       | アルバム                              |
| ----------------------------------------------- | ---- | -------- | ------------------------------------- |
| "11:11"                                         | 2012 | 116      | オースティン・マホーン 日本デビューEP |
| "Heart in My Hand"                              | 2013 | —        | オースティン・マホーン 日本デビューEP |
| "Till I Find You"                               | 2014 | —        | The Secret                            |
| "All I Ever Need"                               | 2014 | —        | The Secret                            |
| "Shadow" (Acoustic)                             | 2014 | —        | The Secret                            |
| "Say My Name"                                   | 2014 | —        |                                       |
| "Fill Me In"("Pia Mia" featuring Austin Mahone) | 2014 | —        |                                       |
| "Secret"                                        | 2014 | —        | The Secret                            |
| "Places"                                        | 2014 | —        |                                       |
| "Waiting For This Love"                         | 2014 | —        |                                       |
| "Someone Like You"                              | 2015 | —        |                                       |
| "Torture"                                       | 2015 | —        |                                       |
| "Do It Right"(featuring Rob Villa)              | 2015 | —        |                                       |
| "On Your Way"(featuring KYLE)                   | 2015 | —        |                                       |
| "Not Far"                                       | 2015 | —        |                                       |
| "Put It On Me" (featuring Sage the Gemini)      | 2015 | —        |                                       |

## 来日公演
- AUSTIN MAHONE JAPAN TOUR  2014

2014年1月6日、SHIBUYA-AX
2014年1月7日、SHIBUYA-AX
2014年1月8日、名古屋 CLUB DIAMOND HALL
2014年1月10日、大阪 IMP HALL
- POPSPRING 2016

2016年4月2日、幕張メッセ
2016年4月3日、神戸ワールド記念ホール
- AUSTIN MAHONE JAPAN TOUR 2018

2018年5月28日　福岡サンパレス
2018年5月30日　大阪国際会議場メインホール
2018年5月31日　日本特殊陶業市民会館フォレストホール
2018年6月1日　東京国際フォーラムホールＡ
- AUSTIN MAHONE JAPAN TOUR 2019

2019年10月11日 Zepp Osaka  bayside 
2019年10月14日 横浜アリーナ
2019年10月15日 横浜アリーナ